# Lavatoggio
 Lavatoggio  là một xã ở tỉnh Haute-Corse trên đảo Corse, Pháp. Xã này có diện tích 6,86 kilômét vuông, dân số năm 1999 là 97 người. Khu vực này có độ cao 260 mét trên mực nước biển.